# قميش لو (تشهاردانغة)
قمیش لو (بالفارسية: قمیشلو) هي منطقة سكنية تقع في إيران في قسم تشهاردانغة الریفي. يقدر عدد سكانها بـ 490 نسمة.